# 서이환
서이환(徐二煥, 1894년 ~ ?, 경북 울릉)은 대한민국의 정치인이다.

## 약력
- 1948년 5월 10일 : 제헌 국회의원(경북 울릉)
- 제2대 국회의원이다.
- 울릉도 공립보통학교 졸업
- 울릉도 신명학원장
- 울릉도 북.남면장
- 울릉도사 겸 서장

## 역대 선거 결과
|  | 75.93% |

|  | 38.58% |

|  | 24.23% |

## 참고 자료
- 《대한민국 의정총람》, 국회의원총람발간위원회, 1994년
- 서이환 - 대한민국헌정회